# Hypena monikae
Hypena monikae là một loài bướm đêm trong họ Erebidae.